# Ланкшир, Уилл
Уи́льям (Уи́лл) Ла́нкшир (англ. William "Will" Lankshear; родился 20 апреля 2005) — английский футболист, нападающий клуба «Тоттенхэм Хотспур». В сезоне 2025/26 выступает на правах аренды за «Оксфорд Юнайтед».

## Клубная карьера
Выступал за юношеские команды клубов «Арсенал» и «Шеффилд Юнайтед». 31 августа 2022 года перешёл в «Тоттенхэм Хотспур» за 2 млн фунтов. 3 октября 2024 года дебютировал в основном составе «шпор», выйдя в стартовом составе в матче общего этапа Лиги Европы УЕФА против «Ференцвароша». 1 декабря 2024 года дебютировал в Премьер-лиге, выйдя на замену в матче против «Фулхэма».

## Карьера в сборной
Выступал за сборные Англии до 19 и до 20 лет.

## Достижения
«Тоттенхэм Хотспур»
- Победитель Лиги Европы УЕФА: 2024/25